# Cerastium crassiusculum
Cerastium crassiusculum là loài thực vật có hoa thuộc họ Cẩm chướng. Loài này được Klokov mô tả khoa học đầu tiên năm 1974.